# Grumo Appula
Grumo Appula is een gemeente in de Italiaanse provincie Bari (regio Apulië) en telt 12.709 inwoners (31-08-2019). De oppervlakte bedraagt 80,6 km2, de bevolkingsdichtheid is 158 inwoners per km2.
De volgende frazioni maken deel uit van de gemeente: Mellitto.

## Demografie
Grumo Appula telt ongeveer 4451 huishoudens. Het aantal inwoners steeg in de periode 1991-2001 met 3,3% volgens cijfers uit de tienjaarlijkse volkstellingen van ISTAT.
| Jaar | Inwoneraantal |
| ---- | ------------- |
| 1991 | 12.029        |
| 2001 | 12.431        |

## Geografie
De gemeente ligt op ongeveer 460 meter boven zeeniveau.
Grumo Appula grenst aan de volgende gemeenten: Altamura, Binetto, Cassano delle Murge, Sannicandro di Bari, Toritto.

## Geboren
- Massimo Stano (1992), atleet

Acquaviva delle Fonti · Adelfia · Alberobello · Altamura · Bari · Binetto · Bitetto · Bitonto · Bitritto · Capurso · Casamassima · Cassano delle Murge · Castellana Grotte · Cellamare · Conversano · Corato · Gioia del Colle · Giovinazzo · Gravina in Puglia · Grumo Appula · Locorotondo · Modugno · Mola di Bari · Molfetta · Monopoli · Noci · Noicàttaro · Palo del Colle · Poggiorsini · Polignano a Mare · Putignano · Rutigliano · Ruvo di Puglia · Sammichele di Bari · Sannicandro di Bari · Santeramo in Colle · Terlizzi · Toritto · Triggiano · Turi · Valenzano
1. ↑  https://demo.istat.it/?l=it.